# Laura Restrepo
Laura Restrepo (ur. 1950 w Bogocie) – kolumbijska pisarka i dziennikarka, laureatka wielu nagród, m.in. francuskiej Prix France Culture (1998) za najlepszą powieść obcojęzyczną.
W 1997 roku została wyróżniona nagrodą Premio Sor Juana Inés de la Cruz.

## W Polsce ukazały się
- Wyspa cierpienia
- Lampart w słońcu
- Delirio
- Dom pod fioletową latarnią